# 대한민국의 국회입법조사처장
국회입법조사처장(國會立法調査處長)은 국회입법조사처를 대표하는 직위로, 차관급 정무직공무원으로 보한다.

## 임명
- 국회입법조사처장추천위원회의 추천을 받아 국회운영위원회의 동의를 얻어 국회의장이 임명한다.

## 역할
- (국회입법조사처법 제4조제2항) 처장은 그 사무를 처리함에 있어서 전문성을 확보하고 중립성을 유지하여야 한다.
- (국회입법조사처법 제4조제3항) 처장은 의장의 감독을 받아 입법조사처의 사무를 통할하고, 소속공무원을 지휘·감독한다. 다만, 입법조사처 관련 사무 중 인사행정·예산회계·국유재산관리·물품관리·비상계획·공직자재산등록 등에 관하여 「국회사무처법」·「국가공무원법」·「국가재정법」·「국유재산법」 그 밖의 다른 법령이 국회사무처 또는 국회사무총장의 권한에 속하는 사무로 규정한 경우에는 그러하지 아니하다.

## 역대 처장

### 국회입법조사처장
| 의장     | 대수           | 이름                             | 임기                             |
| -------- | -------------- | -------------------------------- | -------------------------------- |
| 임채정   | 초대           | 김형성(金炯盛)                   | 2007년 11월 6일~2009년 1월 14일  |
| 김형오   | 초대           | 김형성(金炯盛)                   | 2007년 11월 6일~2009년 1월 14일  |
| 2대      | 임종훈(林鍾煇) | 2009년 4월 27일~2010년 3월 3일   |                                  |
| 박희태   | 3대            | 심지연(沈之淵)                   | 2010년 3월 18일~2012년 9월 1일   |
| 강창희   | 4대            | 고현욱(高現旭)                   | 2012년 10월 26일~2014년 10월 2일 |
| 정의화   | 5대            | 임성호(林成浩)                   | 2014년 10월 2일~2016년 12월 29일 |
| 정세균   | 5대            | 임성호(林成浩)                   | 2014년 10월 2일~2016년 12월 29일 |
| 6대      | 이내영(李來榮) | 2016년 12월 29일~2019년 3월 15일 |                                  |
| 6대      | 이내영(李來榮) | 2016년 12월 29일~2019년 3월 15일 | 문희상                           |
| 7대      | 김하중(金夏中) | 2019년 3월 15일~2020년 10월 19일 |                                  |
| 7대      | 김하중(金夏中) | 2019년 3월 15일~2020년 10월 19일 | 박병석                           |
| 8대      | 김만흠         | 2020년 11월 10일~2022년 8월 23일 |                                  |
| 8대      | 김만흠         | 2020년 11월 10일~2022년 8월 23일 | 김진표                           |
| 직무대리 | 이신우         | 2022년 8월 23일~2023년 4월 6일   |                                  |
| 9대      | 박상철         | 2023년 4월 7일~2024년 11월 19일  |                                  |
| 우원식   | 10대           | 이관후                           | 2024년 11월 19일~                |

## 같이 보기
- 국회입법조사처